# Würmla
Würmla – gmina targowa w Austrii, w kraju związkowym Dolna Austria, w powiecie Tulln. Liczy 1 295 mieszkańców (1 stycznia 2014).